# Saint-Avre
Saint-Avre är en kommun i departementet Savoie i regionen Auvergne-Rhône-Alpes i sydöstra Frankrike. Kommunen ligger i kantonen La Chambre som tillhör arrondissementet Saint-Jean-de-Maurienne. År 2022 hade Saint-Avre 895 invånare.

## Befolkningsutveckling
Antalet invånare i kommunen Saint-Avre
| Referens: INSEE |